# The Heartland Institute
The Heartland Institute ist eine US-amerikanische konservative und libertäre Denkfabrik mit Sitz in Chicago und Zweigstelle in London. Die 1984 von Joseph Bast gegründete Organisation gehört dem Atlas Network an und hat sich vor allem dem Abbau von Umwelt-, Gesundheits- und Klimaschutzvorschriften in Amerika und Europa verschrieben. Während zunächst die Verteidigung von Tabakprodukten und DDT zu den Schwerpunktthemen zählte, avancierte später die Klimawandelleugnung zum zentralen Thema. Seit 2020 verbreitete die Organisation Falschinformationen und Verschwörungstheorien zur COVID-19-Pandemie.
Das Heartland Institute wird als pseudowissenschaftlicher Thinktank beschrieben und zählt zu den zentralen Akteuren der organisierten Klimawandelleugnerszene. Sein Kernziel liegt darin, für die fossile Energieindustrie Klima- und Umweltschutzmaßnahmen zu verhindern. Recherchen des Institute for Strategic Dialogue kamen auch zum Ergebnis, dass Versuche, die Umweltbewegung mit Denunziation zu überziehen oder verächtlich zu machen fast immer mit Organisationen wie dem Heartland Institute oder CFACT oder in Verbindung gebracht werden können, deren Ziel es ist, das Vertrauen in die Klimaforschung zu zerstören.
Finanziert wird Heartland unter anderem von der Tabak-, Kohle- und Erdölindustrie. Wichtige Geldgeber sind bzw. waren u. a. Philip Morris, die R. J. Reynolds Tobacco Company, die Koch Family Foundation, die Mercer Family Foundation und ExxonMobil.

## Geschichte
Die Organisation wurde 1984 gegründet und hat sich nach eigenen Angaben zum Ziel gesetzt, marktwirtschaftliche Lösungen für soziale und wirtschaftliche Probleme zu fördern und zu entwickeln. Zunächst beschäftigte man sich mit Themen des mittleren Westens der USA und weitete ab 1993 das Programm deutlich aus.
Bis in die 1990er-Jahre war es ein kleiner regional operierender Thinktank, entwickelte sich dann aber im anschließenden Jahrzehnt zu einer der führenden Kräfte der organisierten Klimawandelleugnerszene.

## Personal
Heartland beschäftigte im Januar 2020 40 Mitarbeiter. Langjähriger Leiter war Joseph Bast, der die Organisation seit ihrer Gründung bis 2017 als Präsident führte, seine Nachfolge trat der der Tea-Party-Bewegung nahestehende ehemalige Kongressabgeordnete Tim Huelskamp an. Ende 2017 warf Huelskamp dem Ölkonzern ExxonMobil – historisch gesehen einer der wichtigsten Finanziers der Klimaleugnerbewegung – vor, ein langjähriges Mitglied der „diskreditierten“ und gegen die Energiebranche kämpfenden „Globale-Erwärmung-Bewegung“ zu sein. Huelskamp verließ im Juni 2019 Heartland. Dessen Nachfolge trat Frank Lasée an, ein ehemaliges Mitglied im Senat des Bundesstaates Wisconsin. Unter seiner Führung entließ Heartland etwa die Hälfte seiner Mitarbeiter. Laut Huffington Post war es in eine wirtschaftliche Schieflage geraten.

## Themen

### Propagierung von Tabak und DDT und Einsatz gegen Luftreinhaltepolitik
In den 1990ern half das Heartland Institute zunächst Philip Morris bei der Verbreitung von Material, mit dem der Zusammenhang zwischen Passivrauchen und Lungenkrebs in Frage gestellt werden sollte. Nach James Lawrence Powell in The Inquisition of Climate Science (2012) führten das Heartland Institute und der Tabakkonzern Philip Morris über Jahre eine „symbiotische Beziehung“. Nachdem die Umweltbehörde EPA das Passivrauchen als krebserregend eingestuft hatte, finanzierte Heartland für Philip Morris u. a. eine Konferenz, die sich mit den Auswirkungen dieser Gesetzgebungen befassen sollte und Teil der Gegenreaktion des Konzerns auf diese Entscheidung war. Zudem saß bis 2003 ein Manager des Konzerns im Heartland-Vorstand. 2006 tat sich Heartland mit der National Association of Tobacco Outlets zusammen und lancierte eine PR-Kampagne, die die öffentliche Meinung wieder pro Tabak ausschlagen lassen sollte, um auf diese Weise Rauchverboten vorzubeugen.
Mit Stand 2019 widmet das Heartland Institute einen ganzen Teilbereich seiner Website den Themen Tabak und Alkohol. Dort ruft es u. a. zu „Skeptizismus“ gegenüber „professionellen Anti-Rauch-Aktivisten“ auf, stellt die Gefahren des Passivrauchens in Frage oder schreibt, dass Rauchverbote gegen Eigentumsrechte verstoßen würden.
Parallel kämpfte Heartland gegen Maßnahmen zur Reduzierung der Luftverschmutzung. Unter anderem erschien in den 1990er Jahren ein Artikel, in dem sich die Organisation gegen den vermeintlichen „Sauren-Regen-Quatsch“ positionierte. Ebenfalls setzte es sich für die Verteidigung des Insektizids DDT ein und beteiligte sich an Diffamierungskampagnen gegen Rachel Carson. Unter anderem behauptete es, dass das DDT-Verbot über eine Million Menschenleben gekostet habe.

### Klimawandelleugnung
Gemeinsam mit anderen konservativen Thinktanks wie z. B. dem Cato Institute, dem Competitive Enterprise Institute und dem George C. Marshall Institute spielt das Heartland Institute eine wichtige Rolle in den Versuchen, die Existenz der menschengemachten globalen Erwärmung durch Angriffe auf die Klimawissenschaft abzustreiten. Nachdem das Competitive Enterprise Institute seine Finanzierung von ExxonMobil verloren hatte, übernahm das Heartland Institute eine Führungsrolle im Leugnen der globalen Erwärmung. Von der New York Times wurde das Heartland Institute daraufhin als „führende amerikanische Organisation, die Klimaskeptizismus verbreitet“ bezeichnet, während die Wirtschaftszeitschrift Economist es den „weltweit prominentesten Thinktank, der Zweifel am menschengemachten Klimawandel sät“ nannte. Gemäß The Guardian ist das Heartland Institute ein von der fossilen Energieindustrie finanzierter Thinktank, der bekannt dafür ist, „radikal antiwissenschaftliche“ Positionen zur Klimakrise zu verbreiten.

#### Vereinigte Staaten
Das Heartland Institute zählt sowohl zu den Organisationen, die die meisten klimaskeptischen Schriften produzieren, als auch zu denen, die die größte Reichweite in der Öffentlichkeit finden. Es produziert sowohl längere Abhandlungen als auch kurze Statements, in denen wissenschaftliche Erkenntnisse geleugnet werden. Zu den wiederkehrenden Motiven zählen das vollständige Ablehnen eines menschlichen Einflusses auf die Erdatmosphäre, insbesondere von Treibhausgasen, was als „Realitätsverlust“ bezeichnet wird, die Diffamierung wissenschaftlicher Erkenntnisse als „Erfindungen“ und „kindliche Panik“ sowie Angriffe auf prominente Klimaforscher wie z. B. Michael E. Mann, den das Heartland Institute als „Alarmist“ bezeichnete, dessen Geschäft und Agenda „das Verbreiten von Falschinformationen und Mythen“ sei.
Um gezielt Verwirrung über den wissenschaftlichen Konsens bezüglich der globalen Erwärmung zu streuen, beteiligte sich das Heartland-Institut an der Gründung des Nongovernmental International Panel on Climate Change. Hierbei handelt es sich um eine Klimaleugnerorganisation, die als direktes Gegenstück zum IPCC fungieren soll und dabei das Ziel hat, in der Öffentlichkeit sowohl Unsicherheit über den Forschungsstand hervorzurufen als auch den Anschein zu erwecken, es gäbe eine vermeintliche große wissenschaftliche Kontroverse über grundlegende Aussagen zum menschengemachten Klimawandel. In einem bekannt gewordenen Budgetplan für 2012 vermerkt das Heartland Institute:
„Momentan sponsern wir das NIPCC, um den offiziellen Bericht des Weltklimarates der Vereinten Nationen zu untergraben. Wir haben einem Autorenteam 388 000 Dollar gezahlt, um an einer Reihe von Publikationen zu arbeiten. […] Unser aktuelles Budget schließt die Unterstützung von Personen mit hohem Bekanntheitsgrad ein, die regelmäßig den Aussagen der Alarmisten der Klimaerwärmung widersprechen. Momentan geht diese Unterstützung an Craig Idso (11.600 Dollar pro Monat), Fred Singer (5.000 Dollar pro Monat) und Robert Carter (1.667 Dollar pro Monat).“ ()
Ebenfalls 2012 geriet das Heartland Institute mit einer missglückten Werbekampagne in die Schlagzeilen. Die Organisation hatte auf elektronischen Plakatwänden den Unabomber Ted Kaczynski mit der Frage „Ich glaube immer noch an die globale Erwärmung. Du auch?“ gezeigt. Geplant wurde angeblich, Charles Manson, Fidel Castro und Osama bin Laden ebenso zu zitieren. Die Kampagne wurde umgehend abgebrochen und hatte dennoch erhebliche finanzielle und personelle Verluste zur Folge.
Infolge der finanziellen Schwierigkeiten wurden deshalb die längere Zeit veranstalteten Konferenzen der Klimaleugnerbewegung in Chicago zeitweise ausgesetzt. Das Kernprojekt von Heartland zu US-Versicherungsthemen ging ebenso verloren und wurde von einer Neugründung ausgetretener Mitarbeiter fortgeführt. Der Spinoff wurde als R Street Institute ausgegründet und bekennt sich ausdrücklich dazu, keine Klimaskepsis zu verbreiten. Schätzungsweise entgingen Heartland aufgrund der Plakataktion etwa ein Drittel der geplanten 2,3 Millionen US-Dollar Spendeneingänge. General Motors beendete 2012 nach 20 Jahren seine Unterstützung des Heartland-Instituts, da das Unternehmen davon ausgehe, dass der Klimawandel real sei.
Das Heartland Institute betreibt jedoch weiterhin Klimawandelleugnung. Unter anderem äußerte sich der Chef der Kommunikationsabteilung 2015 zu einem internationalen Klimasymposium im Vorfeld der Veröffentlichung der Enzyklika Laudato si’. Er warnte Papst Franziskus davor, „einen großen Fehler zu machen“ und auf die „Alarmisten“ zu hören. Zugleich zählt das Heartland Institute zu den lautesten Befürwortern der Anti-Klimaschutzpolitik Donald Trumps und des vom Kabinett Trump durchgeführten Rollbacks von Klimaschutzmaßnahmen. Nach eigenen Angaben beriet es eine große Zahl von Akteuren in der Regierung Trump. Kurz nach Amtsantritt Trumps legte das Heartland Institute einen Katalog von 13 umweltpolitischen Forderungen auf, darunter den Austritt aus dem Pariser Klimaschutzabkommen, die Genehmigung der Ölpipeline Keystone XL, die Abschaffung von Luft- und Wasserschutzgesetzen sowie das Ausschließen von Umweltwissenschaftlern aus wissenschaftlichen Beratungsgremien. Ein Jahr nach Amtsantritt hatte die Regierung Trump von diesen 13 Forderungen acht vollständig oder zumindest teilweise umgesetzt. Es bestehen ebenfalls Verbindungen zum Kabinett Trump II.
Die Organisation verteilte auch wiederholt Bücher und sonstige Materialien zum Klimawandel, die sich dezidiert an Schüler oder Schulbehörden richten. 2015 beispielsweise  das vom NIPCC verfasste Buch "Why Scientists Disagree about Global Warming", das den wissenschaftlichen Konsens zum Klimawandel bestreitet und dem Weltklimarat IPCC die Glaubwürdigkeit abspricht, und versandte anschließend 300.000 Exemplare an Oberstufenschüler und Naturwissenschaftslehrer.
Daneben versuchte das Heartland Institute ebenfalls, Förderungen für Solarenergie zu sabotieren, um die Dekarbonisierung, d. h. den Ausstieg aus der Verstromung fossiler Energieträger zu verhindern.

#### Aktivitäten in Europa
Da Europa sich zum Ziel gesetzt hat, die Treibhausgasemissionen stark zu reduzieren, bemühen sich diverse US-Klimaleugnerorganisationen wie das Heartland Institute darum, diese Klimaschutzbemühungen zu sabotieren. Dafür nutzen sie u. a. von ihnen ausgewählte „Experten“ wie z. B. Fred Singer, die sie nach Europa schicken, wo diese dann bei Organisationen wie dem FPÖ-nahen Friedrich A. v. Hayek Institut  Vorträge halten. Zurück geht diese Strategie auf die bereits 1998 von der Öl- und Gaslobbyorganisation American Petroleum Institute beschriebene Kampagnen-Idee, „einen Stamm von Wissenschaftlern zu rekrutieren, die die Ansichten der Industrie zum Klimawandel teilen, um sie in Public Relations auszubilden“. Diese sollten dann Politiker und Öffentlichkeit davon überzeugen, dass die Risiken des Klimawandels nicht so schlimm seien.
Seit mindestens 2023 kooperiert das Heartland Institute mit rechten Politikern mehrerer europäischer Staaten wie Polen, Ungarn und Österreich, um Umweltschutzgesetze aufzuweichen oder ganz abzuschaffen und die Erkenntnisse der Klimaforschung anzugreifen. Es bestehen beispielsweise enge Kontakte zur FPÖ in Österreich. Unter anderem luden die FPÖ-Politiker Harald Vilimsky und Roman Haider Heartland-Präsident Taylor zu einer von ihnen organisierten Diskussionsrunde ins Europäische Parlament nach Straßburg ein. Vilimsky nahm im September 2024, kurz vor dem Hochwasser in Mitteleuropa im September 2024, auch als Redner an der Feier zum 40-jährigen Bestehen des Heartland-Institutes teil. Ende 2024 gründete Heartland im Beisein von Nigel Farage und Liz Truss eine europäische Zweigstelle in London, die sich explizit um Europa und Großbritannien kümmern soll. Geleitet wird diese von der ehemaligen UKIP-Politikerin Lois Perry, die schon früher die Existenz von und Bedrohung durch die Klimakrise heruntergespielt hat. In Europa sieht sich Heartland in der Rolle als "Aufklärer", die "dazu beigetragen" [haben], den Dissens zu schüren und Proteste gegen höhere Energiesteuern, Klimabeschränkungen sowie Wind- und Solarsubventionen zu fördern und publik zu machen."
Schon lange vernetzt ist das Heartland Institute unter anderem mit der deutschen Klimaleugnerorganisation Europäisches Institut für Klima & Energie (EIKE). Wolfgang Müller von EIKE nannte das Heartland Institute ein Vorbild in seinem Kampf gegen den „Klima-Irrsinn“, während Spiegel Online die Organisation als eine Art „großer Bruder“ von EIKE darstellte. James Taylor, Präsident des Heartland-Institutes, erklärte wiederum, er sehe EIKE als Gegenspieler zu Schulen und Medien. Diese würden die Köpfe der Menschen in Europa und Deutschland mit „einseitiger Propaganda fluten“. Während in den USA rund die Hälfte der Bevölkerung nicht an die Klimakrise glaube, sei es in Europa anders. „Ohne Gruppen wie EIKE wäre die Sache verloren.“
Unter anderem unterstützt das Heartland Institute EIKE beispielsweise bei der Ausrichtung von Konferenzen. Zusammen richten beide Organisationen zudem immer wieder Konferenzen aus, die parallel zu UN-Gipfeln stattfinden, darüber hinaus ist Heartland einer der Sponsoren der jährlich stattfindenden EIKE-Konferenzen. Unter anderem organisierten Heartland und EIKE 2019 parallel zur Klimakonferenz von Madrid zusammen eine Konferenz namens „Climate Reality Forum“, deren Thema war, wie sich die Welt gegen den vermeintlich „grassierenden Klima-Alarmismus“ und „Klima-Wahn“ wehren könne. Dort sprach unter anderem auch Naomi Seibt, eine deutsche Bloggerin und Youtuberin, die u. a. bekannt wurde durch ihre scharf artikulierte Positionierung unter anderem gegen „Staatsmedien“, Abtreibung sowie Seenotrettung. Seibt, die sich als ehemalige Umweltschützerin darstellt, die inzwischen die „Klimalüge“ durchschaut habe, sollte ursprünglich als deutsche „Anti-Greta Thunberg“ aufgebaut werden, die Zusammenarbeit wurde aber im April 2020 (nachdem die Pläne zuvor geleakt worden waren, siehe unten) beendet. Ziel der Ausweitung der Aktivitäten auf Europa ist es dabei gemäß Spiegel Online, dort rechte Kräfte zu unterstützen, um so über Europa den 2015 in Paris geschlossenen weltweiten Klimaschutzvertrag aufzubrechen. Bereits 2018 hatte Heartland eine Kooperation mit der polnischen Gewerkschaft Solidarność begonnen, um den Kohleausstieg in Europa zu bekämpfen.

#### Undercover-Recherche von Correctiv
2020 gelang es investigativen Journalisten von Correctiv durch eine Undercover-Recherche, einen Einblick in die Aktivitäten und Vorgehensweise von Heartland zu erhalten. Dabei gaben sie sich auf einer EIKE-Konferenz als PR-Agenten aus, die für einen deutschen Automobilkonzern 500.000 Euro in die deutsche Klimawandelleugnerszene investieren sollen, ohne dass die Herkunft des Geldes bekannt würde. Daraufhin wurden sie von James Taylor, dem Chef der Abteilung Klimapolitik beim Heartland Institute, zu einer Heartland-Konferenz eingeladen, wo Taylor den vorgeblichen Kunden detailliert die vom Heartland Institute angewandten Desinformationsstrategien darlegte.

„In der kommenden halben Stunde wird Taylor aus dem Werkzeugkasten der Desinformation erzählen, weil er glaubt, dass Mathias, der PR-Agent, der ihm gegenübersitzt, Geld in das Netzwerk schleusen will. Taylor wird erklären, wie er gegen Geld Themen setzen kann. Wie Geldgeber anonym über eine US-amerikanische Stiftung spenden können. Wie das Institut in seinen Publikationen den nachrichtlichen Tonfall der New York Times imitiert, um mit ihren abstrusen Thesen gehört zu werden. Wie er eine junge Youtuberin aus Deutschland zum Star der Szene aufbauen will. Und wie eng er mit seinen deutschen Partnern zusammenarbeitet, deren Thesen die AfD im Bundestag prominent zitiert. Ein paar Wochen später wird Taylor ein schriftliches Angebot schicken. Es ist eine Art Strategiepapier für eine PR-Kampagne in Deutschland. Eine Kampagne, die die Öffentlichkeit nicht als solche erkennen soll. Und die deshalb umso stärker wirkt.“

Auf die Möglichkeit angesprochen, als Geldgeber anonym zu bleiben, erklärte Taylor dabei gleich zu Beginn des Gespräches, dass es in den USA mehrere Organisationen wie z. B. Donors Trust gäbe, die man beauftragen könne, Spenden zu den eigentlichen Empfängern durchzuleiten, um die Geldflüsse zu verschleiern. Weiter erläuterte Taylor, dass man plane, die in der rechten Szene aktive Youtuberin Naomi Seibt als Sprachrohr aufzubauen, um gezielt die Jugend anzusprechen. Daneben warb er gegenüber den Reportern, die zu erkennen gaben, dass sie das Geld eigentlich an EIKE spenden möchten, das Geld Heartland zukommen zu lassen, und betonte dabei, dass Heartland gezielt „spezifische Themen setzen und verbreiten könne“, die sich der jeweilige Kunde wünsche. Bei einem Telefongespräch einige Wochen später erklärte er auf die Frage, ob man gezielt Aussagen kaufen könne und ob man als Kunde die Inhalte von Seibts Videos bestimmen könne, sie müsse sich mit den Aussagen wohl fühlen. Es sei aber „[a]bsolut“ möglich, „Stichpunkte, Schlagworte, die Art und Weise, etwas zu präsentieren“, vorzugeben.
Anschließend arbeitete Taylor ein schriftliches Konzept für die in Deutschland geplante Kampagne aus, das er per Mail an die Undercover-Journalisten versendete. Unter anderem solle Seibt als zentrale Figur in der Kampagne ein so dimensioniertes Budget erhalten, dass sie eine Reihe von effektiven Videos drehen könne. Neben Youtube sollen auch verschiedene Heartland-Mitarbeiter eingesetzt werden, die mit ihren Titeln und Abschlüssen als vermeintlich glaubwürdige Experten auftreten sollen. Gemäß Taylor könnten diese z. B. „wichtige Informationen über die empfindlichen wirtschaftlichen Kosten deutscher Umweltauflagen recherchieren und präsentieren“ und – sofern sie ausreichend bezahlt würden – „die Aufmerksamkeit auf die minimalen gesundheitlichen Auswirkungen von Dieselmotoren, Kohlekraftwerken und anderen konventionellen Energiequellen zu lenken“ hinweisen.
Im Zuge dieser Anti-Klimaschutz-Agenda plädiert das Heartland Institute für Dieselautos anstelle von Elektroautos, Kohlekraftwerke statt Windkraftanlagen und Wachstum der industriellen Produktion statt Umweltschutz.  Zusammen mit anderen Lobbyorganisationen der Erdölindustrie verbreitet es zudem mit großem Einsatz Desinformation zur Elektromobilität.

### Falschinformationen zur COVID-19-Pandemie
2020 begann das Heartland Institute wie viele weitere Klimaleugnerorganisationen, wissenschaftliche Erkenntnisse zur COVID-19-Pandemie kleinzureden, und nutzte die Krise, um Falschinformationen zu verbreiten. Insbesondere lehnte das Heartland Institute Lockdowns kategorisch ab und verbreitete Falschbehauptungen und Verschwörungstheorien zur Pandemie. Dabei wandte es die gleichen Methoden an wie bei seinem Lobbyismus gegen Umweltschutzpolitik. Wie auch beim Thema Klimawandel behauptet das Heartland Institute dabei, dass COVID-19 eine große Kampagne zur Einschränkung der Freiheit der Menschen sei. Unter anderem behauptete der Präsident der Organisation, James Taylor, die Computermodelle, die zur Berechnung der Entwicklung der Pandemie genutzt wurden, lägen genauso falsch wie die Klimamodelle der Klimaforschung. Zudem verglichen Heartland-Mitarbeiter die Virus-Pandemie im März 2020 mit einer schwer verlaufenden gewöhnlichen Grippesaison, bezweifelten die Validität epidemiologischer Daten zur Krankheitsverbreitung und verbreiteten einen Beitrag, in dem argumentiert wurde, dass Alternativen zur räumlichen Distanzierung wie die sichere Verwahrung gefährdeter Bevölkerungsgruppen geringere wirtschaftliche und gesellschaftliche Folgen verursacht hätten.

### Great-Reset-Verschwörungstheorie
Das Heartland Institute spielte eine wesentliche Rolle bei der Verbreitung der Great-Reset-Verschwörungstheorie, nach der das World Economic Forum über Angst vor dem Klimawandel und der COVID-19-Pandemie eine große Transformation einleiten wolle, mit der eine sozialistische Weltregierung geschaffen werden solle. Der Klimawandel wie auch die COVID-19-Pandemie sind nach dieser Erzählung als Mittel zur Umsetzung dieser Ziele entweder erfunden oder sogar dafür geschaffen worden. Die Great-Reset-Verschwörungserzählung wurde in dieser Variante erstmals vom Heartland Institute verbreitet. Dies erfolgte bereits im Sommer 2020 bei Fox Business, Fox News und TheBlaze, nur wenige Wochen nachdem das WEF seine Initiative #TheGreatReset vorgestellt hatte, die eine Umlenkung von Investitionen in eine gerechtere und nachhaltigere Zukunft vorsah.  Im Oktober 2020 traten zwei Mitarbeiter des Heartland Institutes in einem Podcast der Organisation auf und argumentierten, dass „die Eliten“ versuchten, die Kontrolle zu erlangen. Angetrieben von kollektivistischen Ideen versuchten diese den freien Markt zu untergraben, um eine Weltregierung zu kreieren, die zunächst die gesamte Wirtschaft und danach die Gesellschaft unter ihre Kontrolle zu bringen versuche, um damit das Kernziel des internationalen Sozialismus zu erreichen.

## Klimaleugnerkonferenzen
Das Heartland Institute hält jährliche Klimaleugnerkonferenzen ab, die speziell gegen den IPCC gerichtet sind und von den führenden Personen der Klimaleugnerbewegung besucht werden. Viele der dort vortragenden Referenten verfügen über keinerlei erkennbare wissenschaftliche Qualifikationen; dafür besitzt die Mehrheit finanzielle Verbindung zu Unternehmen aus der Fossilenergiebranche oder von diesen unterstützten Gruppierungen. Diese Konferenzen werden von einer großen Zahl an weiteren Organisationen mitfinanziert. Als Cosponsoren traten u. a. bereits Americans for Tax Reform, das Ayn Rand Institute, die Cornwall Alliance for the Stewardship of Creation, das George C. Marshall Institute, das Friedrich A. v. Hayek Institut, die John Locke Foundation, die New Zealand Climate Science Coalition, das Science and Public Policy Institute und das Tennessee Center for Policy Research auf.
2017 fand die 12. Konferenz statt, bei der unter anderem Lamar S. Smith auftrat und verkündete, dass er in Zukunft verstärkt gegen die staatlich finanzierte Klimaforschung vorgehen wolle, die in seinen Augen keine echte wissenschaftliche Forschung sei. Zugleich sagte er seine Unterstützung für Gesetzesänderungen zu, die wissenschaftliche Zeitschriften bestrafen solle, die nicht einem von ihm persönlich vorgegebenen Standard entsprächen.

## Finanzierung
2017 lagen die Einnahmen bei 5,9 Mio. Dollar, 2016 bei 5,5 Mio. Dollar und 2015 bei 4,6 Mio. Dollar. Für 2018 lagen mit Stand Februar 2020 noch keine Zahlen vor, allerdings überwies alleine Donors Trust, eine Stiftung, die es Unternehmen ermöglicht, ihre Spenden zu verschleiern, alleine etwa 3 Mio. Dollar an Heartland. Zwischen 2011 und 2015 lag das Einkommen des Heartland Institutes im Schnitt bei etwa 5,2 Mio. Dollar jährlich. Zu den größten Spendern der Organisation gehört die Mercer Family Foundation von Robert Mercer. Mercer zählt zu den größten Finanziers der organisierten Klimaleugnerbewegung und ließ dem Heartland Institute alleine zwischen 2008 und 2016 rund 5,9 Millionen Dollar zukommen, davon 800.000 Dollar im Jahr 2016. Seine Spenden begann Mercer, als das Heartland Institute von der Verteidigung der Tabakindustrie dazu überging, den menschengemachten Klimawandel zu leugnen. Weitere nachgewiesene Gelder stammen von Murray Energy, einem Kohle-Unternehmen, das 2019 Insolvenz anmeldete und bis zu diesem Zeitpunkt eine ganze Reihe von Klimaleugnerorganisationen finanziert hatte. Mit Stand Ende 2019 machten die Einnahmen aus dem Abstreiten des Klimawandels ca. zwei Drittel bis drei Viertel des gesamten Heartland-Budgets aus.
Nach Selbstdarstellung verbreitet das Heartland Institute politische Ideen nicht gegen Bezahlung. Da Thinktanks sich offiziell als unabhängig präsentieren, würde eine solche Vorgehensweise auch die Verbindungen zu Industrieunternehmen verschleiern. Interne Briefwechsel mit Unternehmen lassen jedoch andere Schlüsse zu. So schrieb der damalige Heartland-Präsident Joe Bast beispielsweise 1999 in einem Brief an den Tabakkonzern Philip Morris, er erhoffe sich eine Erhöhung der Unterstützung durch den Konzern. Diese Forderung begründete er damit, dass „Heartland viele Dinge tue, die Philip Morris Gewinn zugute kämen, Dinge, die keine andere Organisation tue.“ Zugleich listete Bast eine Reihe von Dienstleistungen für den Tabakkonzern auf, unter anderem den breiten Raum, die „Tabakangelegenheiten“ in Heartlands Publikationen einnähmen, sowie Pläne, alle gegen Gesundheitsschutz gerichteten Tabakdokumente verschiedener Thinktanks aus dem Atlas Network unter der Rubrik „The Smoker's Lounge“ zentral auf der Heartland-Website zu präsentieren. Diese Rubrik der Website besteht bis dato noch (Stand 2016). Des Weiteren argumentierte Heartland in dem Brief, dass es „der Verteidigung des Tabaks (und anderer Industrien) gegen die [...] ungerechte Kampagne der öffentlichen Dämonisierung und rechtlichen Schikanen große Aufmerksamkeit“ habe zukommen lassen. Das Heartland Institute sei zudem „eine wichtige Stimme, die Raucher und ihre Freiheit, ein immer noch legales Produkt zu nutzen, verteidigt“. Mindestens in den Jahren 2011, 2013, 2014, 2015 und 2016 erhielt Heartland finanzielle Zuwendungen von der Altria Group, zu der Philip Morris gehört.
2012 veröffentlichte ein Insider mutmaßliche interne Dokumente des Thinktanks, die Rückschlüsse auf Finanzierung und Strategien ermöglichen. Demnach zählt der Thinktank die Diskreditierung der Klimaforschung zu seinen Kernaufgaben. Wichtige Finanziers waren u. a. die vorwiegend in der Fossilenergiebranche tätigen Milliardäre Charles G. Koch und David H. Koch von Koch Industries, Microsoft und die R. J. Reynolds Tobacco Company. Eine der größten Spenden an Heartland kam von einem anonymen Spender, der 8,6 Millionen Dollar explizit zur Verfügung stellte, um damit die Klimaforschung anzugreifen. Auch ExxonMobil zählte zu den Geldquellen des Heartland-Institutes. Zwischen 1998 und 2006 erhielt Heartland mehr als 670.000 Dollar von Exxon, anschließend wurden keine Daten mehr veröffentlicht, die Rückschlüsse auf weitere Zahlungen ermöglichen.

## Finanzierung weiterer Akteure
Das Heartland Institute finanziert auch weitere Gruppierungen und Personen. Zu den Empfängern von Geldern vom Heartland Institute zählte unter anderem Anthony Watts, der mit Watts Up With That eines der wichtigsten Blogs der Klimawandelleugnerszene betreibt. Zudem wurden 300.000 Dollar für ein Team ausgegeben, das die Arbeit des Weltklimarates Intergovernmental Panel on Climate Change gezielt untergraben soll. Auch die deutsche Klimawandelleugnerorganisation EIKE, mit der Heartland zusammenarbeitet und u. a. gemeinsame Konferenzen abhält, erhält Zahlungen vom Heartland Institute.